# Kotochalia junodi
Kotochalia junodi är en fjärilsart som beskrevs av Franciscus J.M. Heylaerts 1890. Kotochalia junodi ingår i släktet Kotochalia och familjen säckspinnare. Inga underarter finns listade i Catalogue of Life.